# Fedayin

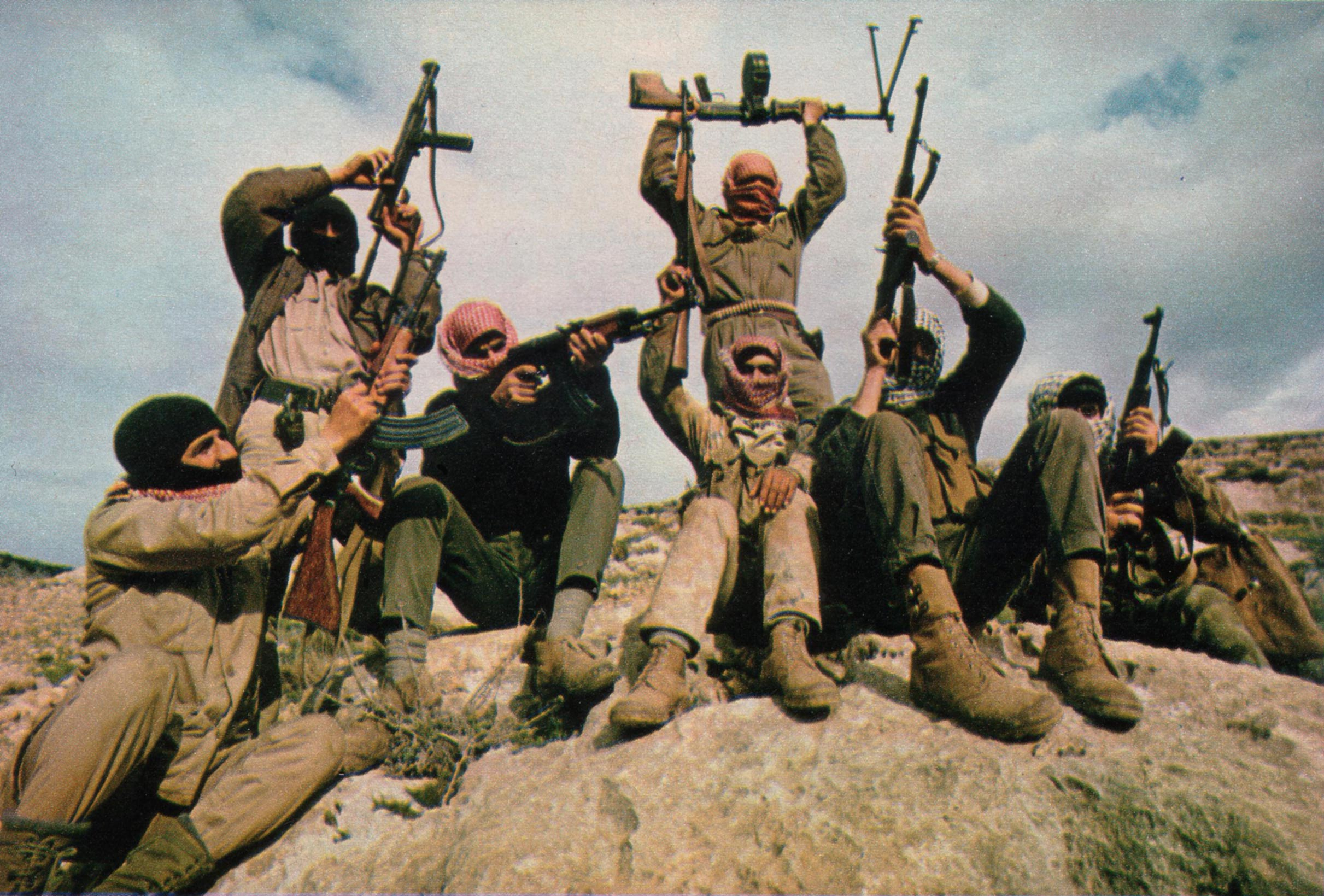
Groupe de fedayin du FPLP arborant des armes soviétiques, tchécoslovaques et égyptiennes, sur les collines à l'est du Jourdain, en 1969.

Les fedayin (aussi écrit feddayin, fedayyin, fidâ'iyyùn ou aussi fedday ; pluriel de feda'i فدائي qui signifie « celui qui se sacrifie pour quelque chose ou quelqu'un ») sont principalement de petits groupes de commandos ou « francs-tireurs ». Le terme désigne en majorité les Fedayins palestiniens ainsi que les Fédaïs arméniens.
Des groupes de fedayin ont également existé auparavant et depuis le Moyen Âge en Perse puis en Anatolie, en Iran, en Égypte, dans l'Empire ottoman, en Érythrée ou en Irak, chacun avec ses cibles.

## Étymologie
Le mot fedayin, qui signifie littéralement « prêt à se sacrifier », fut utilisé sous la forme fidāwī (El-fidâouiyah) à l'époque médiévale pour désigner les membres de la célèbre secte des Assassins aux XIIe – XIIIe siècles. Ce terme fut utilisé par la tribu arabe des Ouled M’Fedda présente en Tunisie dans la région de Ghardimaou et qui s’est formée en rejoignant la secte des Assassins. 
Il faut ensuite attendre les années 1890 pour que le mot soit utilisé pour désigner les commandos arméniens à la suite des massacres hamidiens perpétrés par les ottomans en Anatolie[réf. nécessaire].
Le mot a ensuite été employé durant la révolution iranienne de 1905 pour désigner les troupes du Mouvement libéral constitutionnel et sera ensuite repris dans ce pays par divers groupes tout au long du XXe siècle, notamment à travers les fedayin de l'Islam (Fadā'iyān-e Islam) à partir de 1946.
On retrouve ce mot utilisé pour la première fois dans la presse égyptienne au lendemain de la Seconde guerre mondiale pour désigner les combattants irréguliers en Palestine, en particulier les Frères musulmans.
On l'utilise ensuite au début des années 1950 pour désigner les francs-tireurs irréguliers qui harcèlent les Britanniques dans la zone du canal de Suez et formés par les Egyptiens.
Il désignera pour la première fois des combattants palestiniens en 1955 lorsque l'Égypte décidera de mettre en place des troupes irrégulières palestiniennes dans la bande de Gaza (à l'époque, contrôlée par l'Égypte) pour répondre aux opérations israéliennes, elles-mêmes étant des représailles aux violences et meurtres de civils israéliens, qui choquaient la population,,,.
À la fin de 1955, on compte 600 fedayin répartis en bataillons et unités.
Le terme possède une dimension religieuse et politique.
Plusieurs termes conviennent donc pour traduire le mot fedayyin. Ainsi, peut-on retenir « commando-suicide », et selon l'analyse d'Henry Laurens[réf. souhaitée], ce serait plus proche des « francs-tireurs », c'est-à-dire des combattants civils (donc illégaux selon les termes de la Convention de Genève). Au Moyen Âge, le Vieux de la Montagne, Hassan As Sabah, maître de la secte des Assassins, nommait ainsi ceux qui étaient désignés pour une mission, à laquelle faisait le plus souvent suite la mort.

## Historique
Des petits groupes de Palestiniens non entraînés et mal organisés mènent des raids contre Israël à partir de la Bande de Gaza, de la Syrie et de la Jordanie. On ne parlait pas à cette époque de fedayin mais d'infiltrés. À la fin des années 1940, les incidents les plus nombreux se produisent sur la ligne d'armistice jordano-israélienne. La Jordanie tente d'empêcher ces infiltrations mais il lui est difficile de contrôler 650 km de frontière et environ 500 000 réfugiés palestiniens. Elle promulgue alors une loi punissant de six mois de prison la traversée de la ligne de démarcation. Ces infiltrations sont le fait de réfugiés qui tentent de récupérer une partie de leurs biens abandonnés ; certains peuvent même apercevoir à quelques distances de la ligne d'armistice leur maison, leur champ, leur ferme dont ils ont été privés. Leurs actions augmentent au premier semestre de 1950 et incluent les vols de bétail dans les fermes laitières mais aussi des assassinats parmi la population juive israélienne des campagnes.
À la fin de 1954, c'est à partir de la Bande de Gaza que part la plupart des infiltrés, ce qui obligea Israël à mener un important raid sur la Bande le 28 février 1955. La conjonction de ces deux facteurs déclenchera un cycle de raids et de représailles qui iront jusqu'à la crise de Suez en 1956.

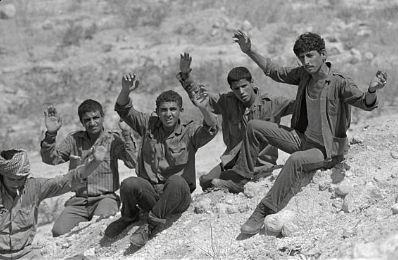
Fedayin palestiniens se rendant à Israël après leur expulsion de Jordanie, en juillet 1971.

À la suite de l'occupation de la Cisjordanie par Israël en 1967, les fedayin apparaissent comme fruit du traumatisme de la défaite de 1967 et s'installent sur la rive Est du Jourdain, en Jordanie ; c'est de cette nouvelle base qu'ils mènent leurs actions armées contre Israël jusqu'en septembre 1970 (Septembre noir). Le roi Hussein de Jordanie est gêné par les mouvements de lutte palestiniens puisque lui-même souhaite une certaine paix avec Israël (plan Rogers — du nom du secrétaire d'État américain — qui reprend les grandes lignes de la Résolution 242 des Nations unies). Le 16 septembre, la Jordanie forme un gouvernement militaire et l'armée reçoit l'ordre d'intervenir contre le FPLP (Front populaire de libération de la Palestine) de George Habache.
Les combats d'une violence inouïe font entre 10 000 et 15 000 victimes palestiniennes y compris civiles par les armées jordaniennes ; ils se poursuivent jusqu'au 27 septembre 1970. Moins d'une année plus tard, l'OLP (Organisation de libération de la Palestine) — dont le FPLP était une branche — est totalement évincée de Jordanie, et ainsi les mouvements de lutte palestiniens se voient radicalement restreints et s'efforcent de trouver des retraites plus accueillantes.

### Autres Fedayin

Insigne des Fedayeen Saddam. Inscriptions : الله (Allah), القائد (Commandant), الوطن (mère-patrie), فدائيي صدام (Fedayeen Saddam).

Il existe également les « fedayin du peuple », un groupe d'opposition contre le pouvoir iranien, sans oublier les « fedayin Saddam » (فدائيي صدام), l'une des composantes de la guerilla sunnite en Irak.
Dans un discours tenu en août 1995, le président égyptien Hosni Moubarak fustige les actions armées des fidâ'îyyûn « contre leurs propres frères » et rappelle à réserver leur jihad ou leur sacrifice à ceux qui « se battent contre les ennemis de leur patrie (awtânihim) et se sacrifient pour chasser ceux qui occupent leur terre ».

### Connexions
Le FPLP et le FDLP (Front démocratique pour la libération de la Palestine) ont établi des connexions avec d'autres groupes révolutionnaires d'extrême-gauche tels que l'Armée rouge Fraction en Allemagne de l'Ouest, Action directe en France, les Brigades rouges en Italie, l'Armée rouge japonaise et la Tupamaros en Uruguay. Ces groupes, en particulier l'Armée rouge japonaise, ont participé à un grand nombre des actions sanglantes du FPLP.

## Emblèmes

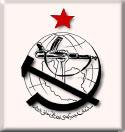
Logo de l'Organisation des guérillas des fedayin du peuple iranien, mouvement marxiste-léniniste.
Logo du FPLP.
Logo du DFLP.